# Tuchan
Tuchan – miejscowość i gmina we Francji, w regionie Oksytania, w departamencie Aude.
Według danych na rok 1990 gminę zamieszkiwały 794 osoby, a gęstość zaludnienia wynosiła 13 osób/km² (wśród 1545 gmin Langwedocji-Roussillon Tuchan plasuje się na 405. miejscu pod względem liczby ludności, natomiast pod względem powierzchni na miejscu 31.). 

## Zabytki
Zabytki w miejscowości posiadające status monument historique:
- zamek Aguilar (Château d'Aguilar)
- kościół Najświętszej Marii Panny (Église Notre-Dame)
- Hôtel des postes